# Afonso Motta
Afonso Antunes da Motta (Porto Alegre, 8 de janeiro de 1950) é um advogado, produtor rural e político brasileiro filiado ao Partido Democrático Trabalhista (PDT). Atualmente exerce seu segundo mandato de deputado federal titular pelo Rio Grande do Sul. Até junho de 2021, Afonso divergiu do governo Bolsonaro 61% das vezes nas votações da câmara.

## Biografia
Afonso Motta é filho de Cassiano Pahim da Motta (ex-vereador de Porto Alegre) e Livia Antunes da Motta, sobrinho de Leocádio Antunes (ex-deputado estadual e presidente do BNDES durante o governo João Goulart) e neto de Afonso Antunes (ex-presidente do PTB em Alegrete). Formou-se em direito pela Universidade Federal do Rio Grande do Sul (UFRGS) em 1972. Filiou-se ao Partido Democrático Trabalhista (PDT) em março de 1984. Foi membro do Instituto dos Advogados do estado (IARGS) em 1998, conselheiro da Fundação Médica do Rio Grande do Sul em 2001 e conselheiro da Associação Gaúcha das Emissoras de Rádio e Televisão (AGERT-RS) em 2003.

### Deputado federal
Na eleição estadual de 2010, apoiando a candidatura não eleita de José Fogaça (PMDB) ao governo do estado, Afonso candidatou-se a deputado federal, obtendo a primeira suplência. Em janeiro de 2011 tornou-se, por indicação do seu partido, Secretário do Gabinete de Prefeitos do governador Tarso Genro (PT). Em dezembro de 2013 o PDT decidiu sair do governo, sendo que Afonso estava entre os dirigentes que defendiam a permanência no mesmo. Na eleição de 2014, apoiando a candidatura não eleita de Vieira da Cunha (PDT) ao governo do estado, Afonso conseguiu se eleger deputado federal com 19 mil votos a mais que na outra eleição. Como Vieira da Cunha se licenciou do cargo de deputado federal para gerir a Secretaria de Educação do governador eleito José Ivo Sartori (PMDB), Afonso assumiu o mandato em 1º de janeiro de 2015, no final da 54ª legislatura da câmara. Apesar de Afonso não ter de fato atuado como deputado (pois a câmara estava em recesso naquele momento), ele não quis abrir mão de receber salário, 13º proporcional e outros auxílios.
Em seu primeiro mandato de fato, Afonso cronologicamente votou a favor do PL 4330 da Terceirização; contra às Medidas Provisórias 664 e 665 (de ajuste fiscal propostas por Dilma Rousseff) relativas à pensão por morte e ao seguro desemprego respectivamente; contra o Impeachment de Dilma (PT); a favor da cassação de Eduardo Cunha (PMDB); contra a PEC do Teto de Gastos; contra a Reforma Trabalhista; a favor de assegurar a prática da vaquejada como manifestação cultural; contra a rejeição das denúncias contra Michel Temer (PMDB) e contra a MP da reforma do FIES. Afonso esteve ausente nas votações sobre desobrigar a Petrobras de participar de todos os blocos de exploração do pré-sal; a reforma do ensino médio e a intervenção federal na segurança do RJ.
Na eleição estadual de 2018, o PDT lançou Jairo Jorge ao governo do estado (sem êxito), enquanto Afonso se reelegeu deputado federal, mas com 25 mil votos a menos que na outra eleição. Em maio de 2019, Afonso tornou-se réu por corrupção ativa, estelionato e ocultação de bens (supostamente para manipular julgamentos em benefício do grupo de comunicação RBS), após a Justiça Federal aceitar a denúncia oferecida pela Operação Zelotes. Em março de 2021, Afonso passou a presidir a Comissão de Trabalho, Administração e Serviço Público, sendo atualmente o único deputado da bancada gaúcha a presidir uma comissão da câmara. Em um levantamento do Paraná Pesquisas de maio de 2021, Afonso Motta aparecia com 1,4% das intenções de voto para eleição de senador em 2022.
Nesse segundo mandato de fato, Afonso cronologicamente votou a favor da MP 867 (que segundo ambientalistas alteraria o Código Florestal anistiando desmatadores); contra a PEC da Reforma da Previdência e a favor de excluir os professores nas regras da mesma; a favor da MP da Liberdade Econômica; a favor de aumento do Fundo Partidário; contra cobrança de bagagem por companhias aéreas; a favor do PL 3723 que regulamenta a prática de atiradores e caçadores; a favor do "Pacote Anti-crime" de Sergio Moro; contra o Novo Marco Legal do Saneamento; a favor da redução do Fundo Eleitoral; contra a suspensão do mandato do deputado Wilson Santiago (PTB/PB), acusado de corrupção; a favor de ajuda financeira aos estados durante a pandemia de COVID-19; contra o Contrato Verde e Amarelo; contra a MP 910 (conhecida como MP da Grilagem); contra a flexibilização de regras trabalhistas durante a pandemia; contra o congelamento do salário dos servidores; contra a anistia da dívida das igrejas; a favor da convocação de uma Convenção Interamericana contra o Racismo; duas vezes contra destinar verbas do novo FUNDEB para escolas ligadas às igrejas; contra a autonomia do Banco Central; contra a validação da PEC da Imunidade Parlamentar; contra a PEC Emergencial (que trata do retorno do auxílio emergencial por mais três meses e com valor mais baixo); contra permitir que empresas possam comprar vacinas da COVID-19 sem doar ao SUS; contra classificar a educação como "serviço essencial" (possibilitando o retorno das aulas presenciais durante a pandemia); a favor de acabar com o Licenciamento Ambiental para diversas atividades e a favor da suspensão de despejos durante a pandemia. Afonso esteve ausente nas votações sobre criminalizar responsáveis por rompimento de barragens; alteração no Fundo Eleitoral; manutenção da prisão do deputado bolsonarista Daniel Silveira (PSL/RJ) e privatização da Eletrobras.
Em 13 de fevereiro de 2025, o ministro do Supremo Tribunal Federal (STF), Flávio Dino, afastou o chefe de gabinete do deputado federal, Lino Rogério da Silva Furtado, e o funcionário de uma fundação do governo do Rio Grande do Sul, Cliver André Fiegenbaum, ambos em uma investigação sobre suposto desvio de recursos de emendas parlamentares na área de saúde. O ministro também determinou o bloqueio de até 509 mil reais dos investigados. Em 18 de fevereiro, Afonso demitiu o chefe de gabinete, Lino Furtado, um dos investigados por supostos desvios de emendas da saúde.

## Desempenho eleitoral
| Ano  | Eleição                       | Cargo            | Partido | Coligação                  | Suplentes                                       | Votos          | Resultado                                          |
| ---- | ----------------------------- | ---------------- | ------- | -------------------------- | ----------------------------------------------- | -------------- | -------------------------------------------------- |
| 2010 | Estadual do Rio Grande do Sul | Deputado federal | PDT     | PDT / PTN                  | —                                               | 71.607 (1,25%) | Suplente (34ª pessoa mais votada, 4ª da coligação) |
| 2014 | Estadual do Rio Grande do Sul | Deputado federal | PDT     | PDT / PSC / PV / PEN / DEM | Washington Cerqueira (PDT), Flávio Zacher (PDT) | 90.917 (1,65%) | Eleito (31ª pessoa mais votada, 4ª da coligação)   |
| 2018 | Estadual do Rio Grande do Sul | Deputado federal | PDT     | PDT / PMB / PV             | Mano Changes (PV), Alceu Barbosa Velho (PDT)    | 65.712 (1,20%) | Reeleito (30ª pessoa mais votada, 3ª da coligação) |
| 2022 | Estadual do Rio Grande do Sul | Deputado federal | PDT     | -                          | Juliana Brizola (PDT)                           | 70.307 (1,14%) | Reeleito (33ª pessoa mais votada, 2ª do partido)   |